# 巴倫島 (安達曼群島)
12°16′40″N 93°51′30″E / 12.27778°N 93.85833°E

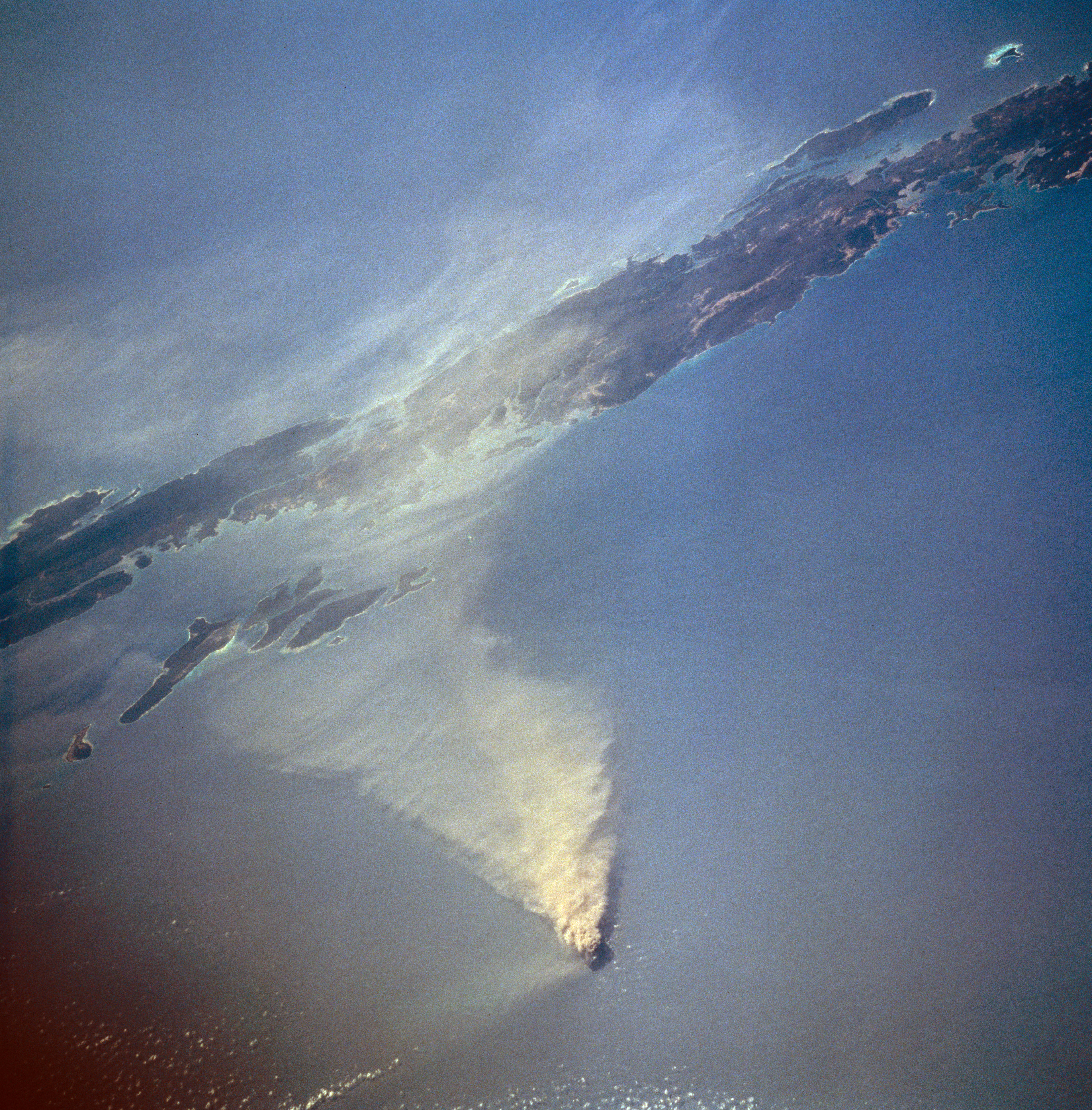

巴倫島是印度洋的火山島，位於印度洋海域，距離納爾貢達姆島150公里，屬於安達曼群島的一部分，長3.5公里、寬2.9公里，面積8平方公里，最高點海拔高度354米，島上無人居住。

## 外部連結
- Geological Survey of India
- Department of Earth Sciences, IIT Bombay
- （页面存档备份，存于）